# INA-Casa

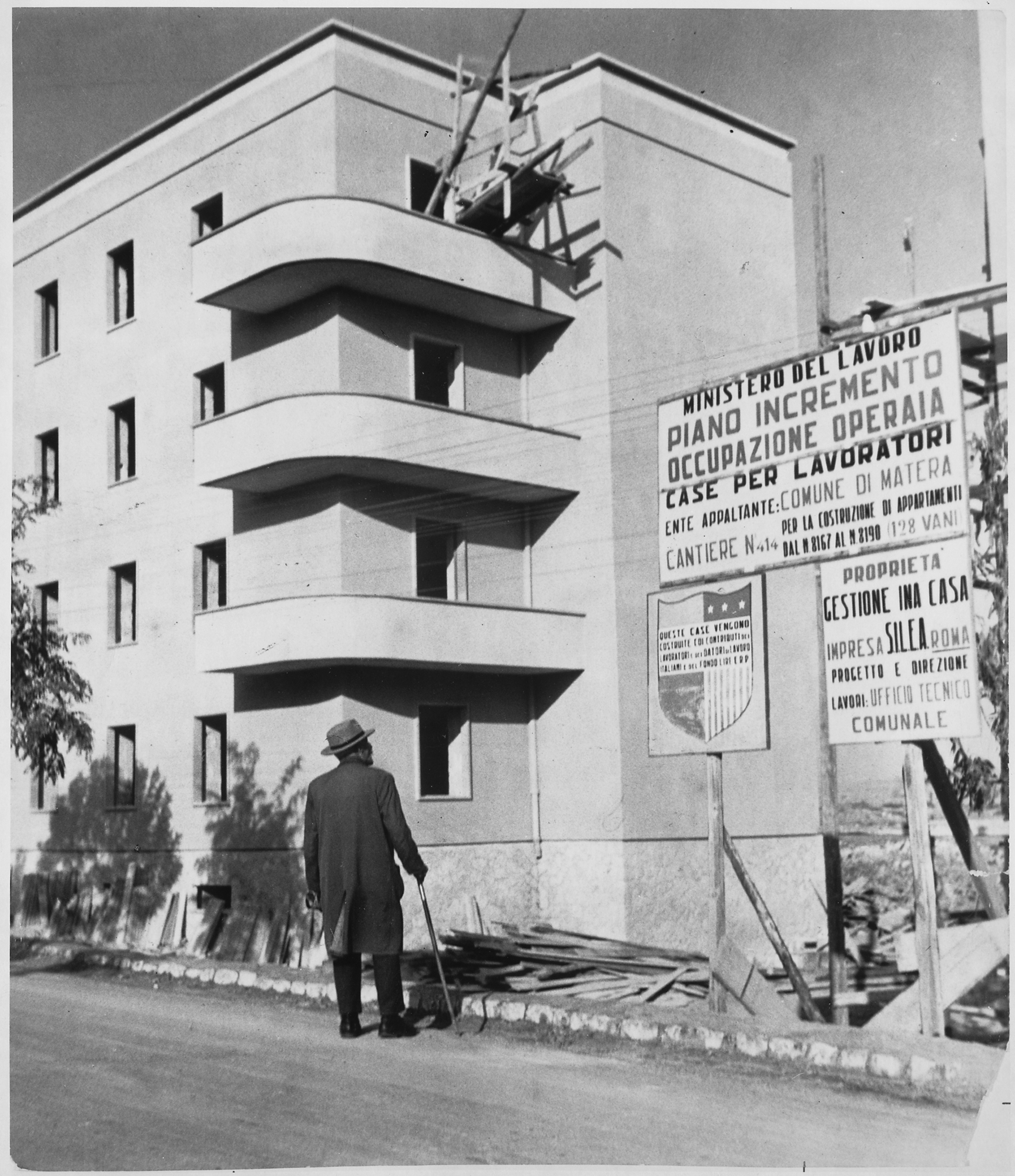
INA-Casa-Gebäude in Matera

INA-Casa war ein wohnungspolitischer Aufbauplan des italienischen Staates, der zwischen 1949 und 1963 in Kraft war. Vom Arbeitsminister Amintore Fanfani vorgelegt, wurde er auch als Fanfani-Plan bekannt. Mit ihm wurden in ganz Italien Wohngebäude mit öffentlichen Mitteln errichtet. Das Programm wurde von einer Sonderorganisation der Nationalen Versicherungsanstalt Istituto Nazionale delle Assicurazioni (INA), der INA-Casa Management (Italienisch: La gestione INA-Casa), verwaltet.

## Geschichte
Der Einstieg erfolgte mit dem Gesetz Nr. 43 vom 28. Februar 1949. Der Plan sah ursprünglich eine Laufzeit von sieben Jahren vor, wurde jedoch später auf der Grundlage des Gesetzes Nr. 1148 vom 26. November 1955 um weitere sieben Jahre verlängert, beginnend am 1. April 1956. Nach Auslaufen ging es 1963 mit dem Gescal-Fonds weiter.
INA-Casa zielte neben der Wiederbelebung der Bautätigkeit auch auf die Arbeitsbeschaffung für Arbeitslose und den Bau von Wohnungen für Familien mit niedrigem Einkommen ab. Der Plan basierte auf keynesianischen Wirtschaftstheorien und Mitteln des Marshallplans, mit einer Komponente christlich-demokratischer Solidarität auf Italien übertragen. Die Finanzierung erfolgte aus Mitteln des Staates, der Arbeitgeber und der abhängig Beschäftigten. Letztere gaben von ihrem Einkommen einen Betrag ab im Gegenwert von "einer Zigarette pro Tag", wie damals propagandistisch geworben wurde, um den Bedürftigen zu helfen.
Die ersten Pläne wurden von Adalberto Libera (der das Büro bis 1952 leitete) in Zusammenarbeit mit Giuliana Genta ausgearbeitet.

## Baustil

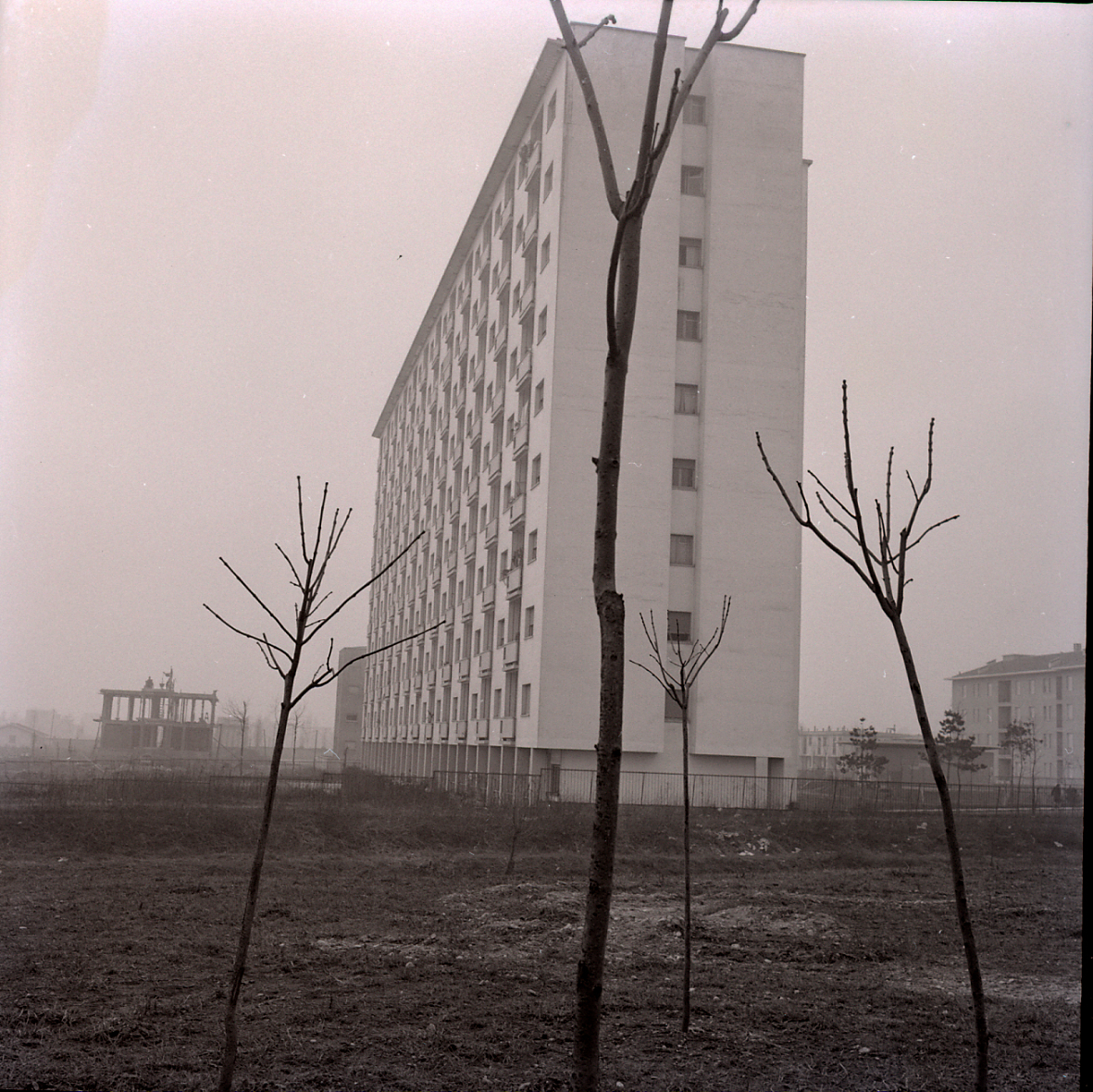
Wohngebäude INA-Casa im Mailänder Stadtteil QT8, entworfen von Pietro Lingeri (1951). Foto von Paolo Monti, 1970

Der Architekt und Designer Giò Ponti kritisierte den Plan und seine Architektur anfangs als zu uniform, aber die Mehrheit der besten Architekten der Zeit beteiligte sich an den Projekten: Irenio Diotallevi, Mario Ridolfi, Michele Valori, Giorgio Raineri, Roberto Gabetti, Carlo Aymonino, Franco Albini, das Büro BBPR, Enrico Castiglioni, Ignazio Gardella, Luigi Carlo Daneri, Figini und Pollini, Ettore Sottsass, Italo Insolera und Enea Manfredini. Beteiligt war zudem eine Vielzahl von Fachleuten, zu denen neben Architekten auch Stadtplaner, Ingenieure und Vermessungsingenieure gehörten. Sie wirkten an der Entstehung vieler beliebter Viertel mit, die über ganz Italien verstreut sind.
Die bauliche Umsetzung folgte präzisen Vorgaben, die von der damals in Italien vorherrschenden architektonischen Richtung, dem architektonischen Neorealismus, geprägt waren. Die Vorgaben griffen bauliche Traditionen auf und führten zu einer Neuinterpretation des Rationalismus. Das betraf die kompositorische Kohärenz von Materialien, technologische Entscheidungen, architektonische Details, die soziologischen und psychologischen Interpretationen der gebauten Umwelt und des architektonischen Raums. Ein weiteres Element war der Einsatz örtlicher und kleiner Unternehmen, um die Integration in den Arbeitsmarkt zu gewährleisten.
Das Programm eröffnete ein Experimentierfeld mit „neorealistischen“ Theorien und brachte Viertel von großem architektonischen Wert hervor, wie das Tiburtino-Viertel in Rom (Gruppenleiter Ridolfi und Quaroni), das Spine Bianche-Viertel in Matera (Michele Valori und Carlo Aymonino) oder Villaggio del Sole in Vicenza. Mit dem Villaggio San Marco in Mestre wurde versucht, die typisch venezianische Stadtanlage auf dem Festland nachzubilden. Auf den Baustellen betätigten sich auch kleine Handwerksbetriebe mit begrenzter fachlicher Spezialisierung und geringer Industrialisierung.
Dies zusammen prägte den italienischen Rationalismus nach dem Zweiten Weltkrieg mit seinen spezifischen Merkmalen. Er tarierte das Spannungsfeld aus zwischen Tradition und Moderne, zwischen historischer Interpretation und Funktionalität. So war es zumindest bis in die sechziger Jahre, als die INA-Casa-Periode endete und durch die Gescal–Verwaltung und nachfolgende Gesetze für den öffentlichen Wohnungsbau abgelöst wurde. Die INA-Casa-Viertel unterscheiden sich von später gebauten Vierteln und stellen eine handwerkliche, städtebauliche und architektonische Qualität des 20. Jahrhunderts dar.

## Keramikfliesen als Hauszeichen
Im Jahr 1952 hatte der damalige Vorstandsvorsitzende von INA-Casa, Arnaldo Foschini, die Idee, zur Unterscheidung der in den verschiedenen Städten errichteten Gebäude Künstler einzubeziehen und polychrome Keramikfliesen auszuschreiben. Dafür fand am 30. Juni desselben Jahres ein nationaler Wettbewerb statt. Er umfasste 23 Projekte von ebenso vielen Künstlern: von Enzo Assenza, Alberto Burri, Arnaldo Bruschi, Serena Boselli, Duilio Cambellotti, Cosimo Carlucci, Pietro Cascella, Anna Maria Cesarini Sforza, Piero Dorazio, Antonino Fernando De Santo, Graziella Dall'Osteria, Pietro De Laurentiis, Mario Giampieri, Leoncillo Leonardi, Publio Morbiducci, Adolfo Marini, Giorgio Pianigiani, Fausto Saroli, Guerrino Tramonti, Luigi Venturini, Maurizio Vitale und Raoul Vistoli.
In den folgenden Jahren kamen weitere Künstler hinzu, wie die Keramikerin Irene Kowaliska, obgleich sie nicht in der Wettbewerbsliste aufgeführt ist. Andere teilnehmende Künstler hatten Verbindungen zu Keramikfabriken, den Herstellern der Fliesen, deren Maße in Höhe und Breite gleich sein sollten. Auf den Fliesen sind Katzen, Vögel im Nest, Eichhörnchen, Schnappschüsse aus dem Familienleben, alltägliche Haushaltsgegenstände, Lebensmittel, Abbildungen eines Gebäudeteils und manchmal auch abstrakte monochromatische und geometrische Hintergründe abgebildet. Alle Fliesen sind mit dem Text „INA Casa“ am unteren Rand, entweder vollständig oder als Monogramm, versehen.

Keramikfliesen als Hauszeichen
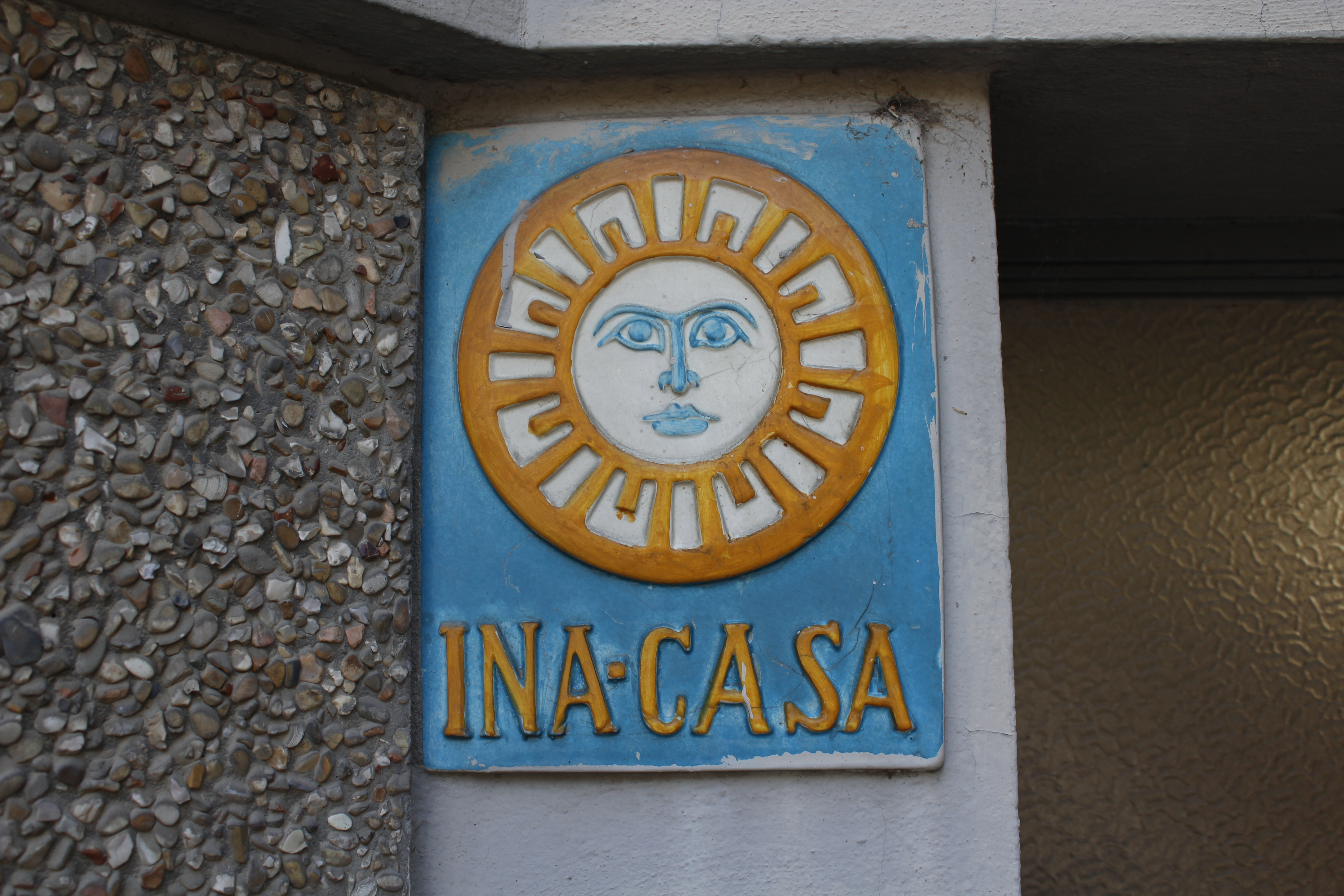
Via Tommaso Gulli, Ravenna
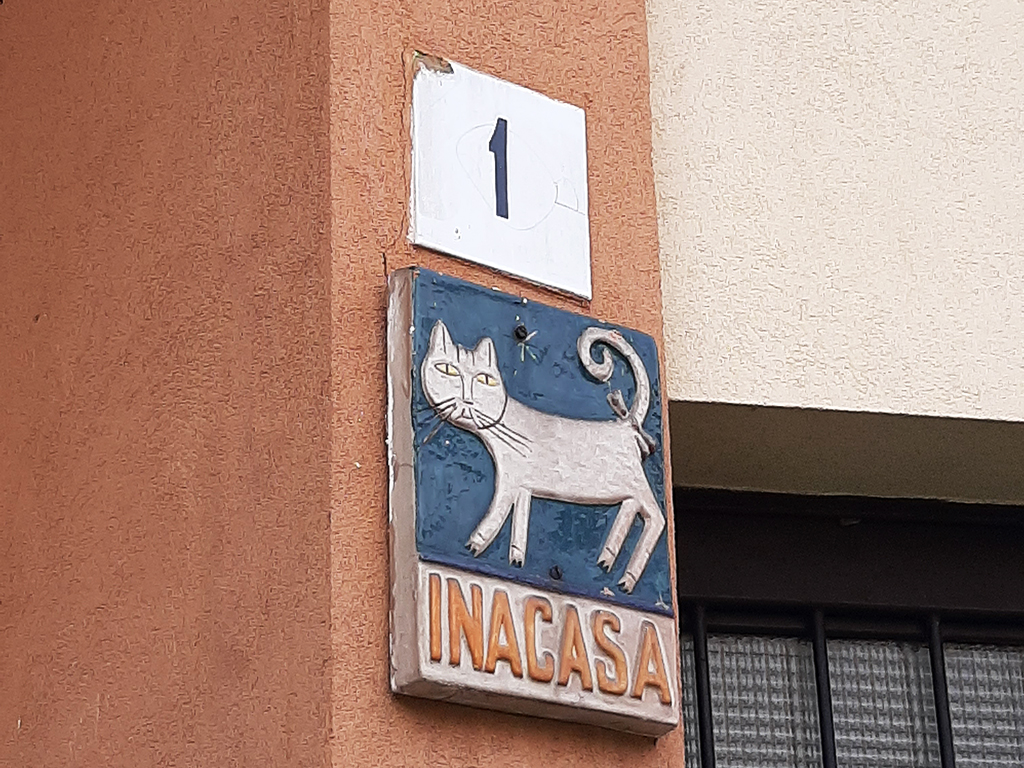
Viale Calabria 1, Lodi
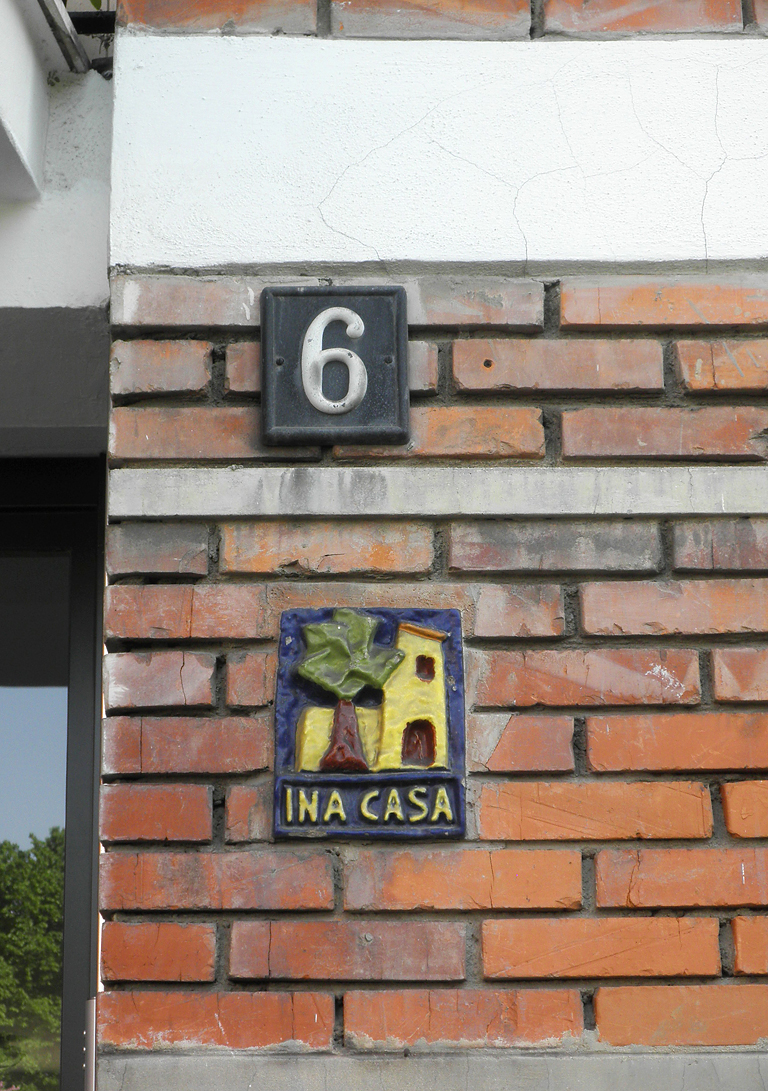
Via Passo Sella 6, Mailand

## Statistik
Der zügig umgesetzte Plan zeitigte erhebliche Effekte im wirtschaftlichen und sozialen Leben des Landes. Bereits wenige Monate nach der Verabschiedung des Gesetzes wurde im Sommer 1949 die erste Baustelle eröffnet, im Herbst desselben Jahres waren es schon 650. Die INA-Casa-Organisationsstruktur ermöglichte ein äußerst effizientes Bautempo. Nach vollständiger Implementierung wurden etwa 2.800 Wohneinheiten pro Woche produziert.
In den ersten sieben Jahren wurden insgesamt 334 Milliarden Lire in den Bau von 735.000 Zimmern, das entspricht 147.000 Wohnungen, investiert. Am Ende der vierzehnjährigen Laufzeit des Plans waren insgesamt etwa 2.000.000 Räume geschaffen, in 355.000 Wohnungen in über 5.000 italienischen Gemeinden. Insgesamt wurden durch den INA-Casa-Plan 20.000 Baustellen durchgeführt und rund 41.000 Bauarbeiter pro Jahr beschäftigt.